# Cementiri de Palau-solità
El Cementiri de Palau-solità és una obra de Palau-solità i Plegamans (Vallès Occidental) inclosa a l'Inventari del Patrimoni Arquitectònic de Catalunya.

## Descripció
La porta d'accés i tanca del cementiri de Palau-Solità està realitzada en estil eclèctic. La porxada d'accés està formada per un cos que segueix la tipologia de les masies de la contrada, amb parament de pedres irregulars, gairebé com si fos fet de còdols. A les cantoneres s'hi ha establert fàbrica de maó com a recurs decoratiu, complementat amb un treball d'arquets que segueixen la inclinació de la teulada, recordant el recurs decoratiu de les arqueries cegues del romànic. L'accés al cementiri es fa a través d'un gran arc de mig punt de fàbrica de maó, a d'intradós del qual es disposen maons de color a mode decoratiu. A la clau hi ha una pedra trapezoïdal. Aquest gran arc és sostingut per dues columnes molt petites, a sobre de bases quadrades de maó, de fust rodó i capitells d'inspiració hel·lenística. Decora el mur una sèrie de nou arcuacions que segueixen la inclinació de la teulada, aquesta és a dues vessants amb ceràmica en trencadís vidriat. Al bell mig hi ha una creu de pedra de tipologia patada. El ràfec té dues filades de teules en sobresortit.
La tanca rep el mateix tractament del mur, amb basament de maó, mur de pedra sense escairar i, a la part superior, disposició de trencadís ceràmic i, a sota, sanefa decorativa de petits arquets.

## Història
L'any 1902, segons queda recollit al Diario de Barcelona, entre els acords adoptats per la Comissió Provincial figura informar a la pròpia autoritat de la construcció d'un nou cementiri al municipi. El cementiri de la parròquia de Santa Maria de Palau-solità va ser dissenyat pels germans arquitectes Antoni de Falguera i Josep Maria de Falguera. El 8 de maig de 1904 s'oficia la inauguració amb una missa on assisteixen el bisbe auxiliar de la diòcesi, Ricard Cortés, i l'alcalde, Antoni Puigdoménech. La data del 1904 també consta a la propietat del nínxol número 1 de la primera sèrie. Al municipi coexistien actualment dues parròquies i encara hi existeixen: Santa Maria de Palau-solità i Sant Genís de Plegamans. Al llarg del temps el cementiri de Plegamans fou tancat per la seva saturació i durant molt de temps, els veïns del terme havien de rebre sepultura a Palau-solità.

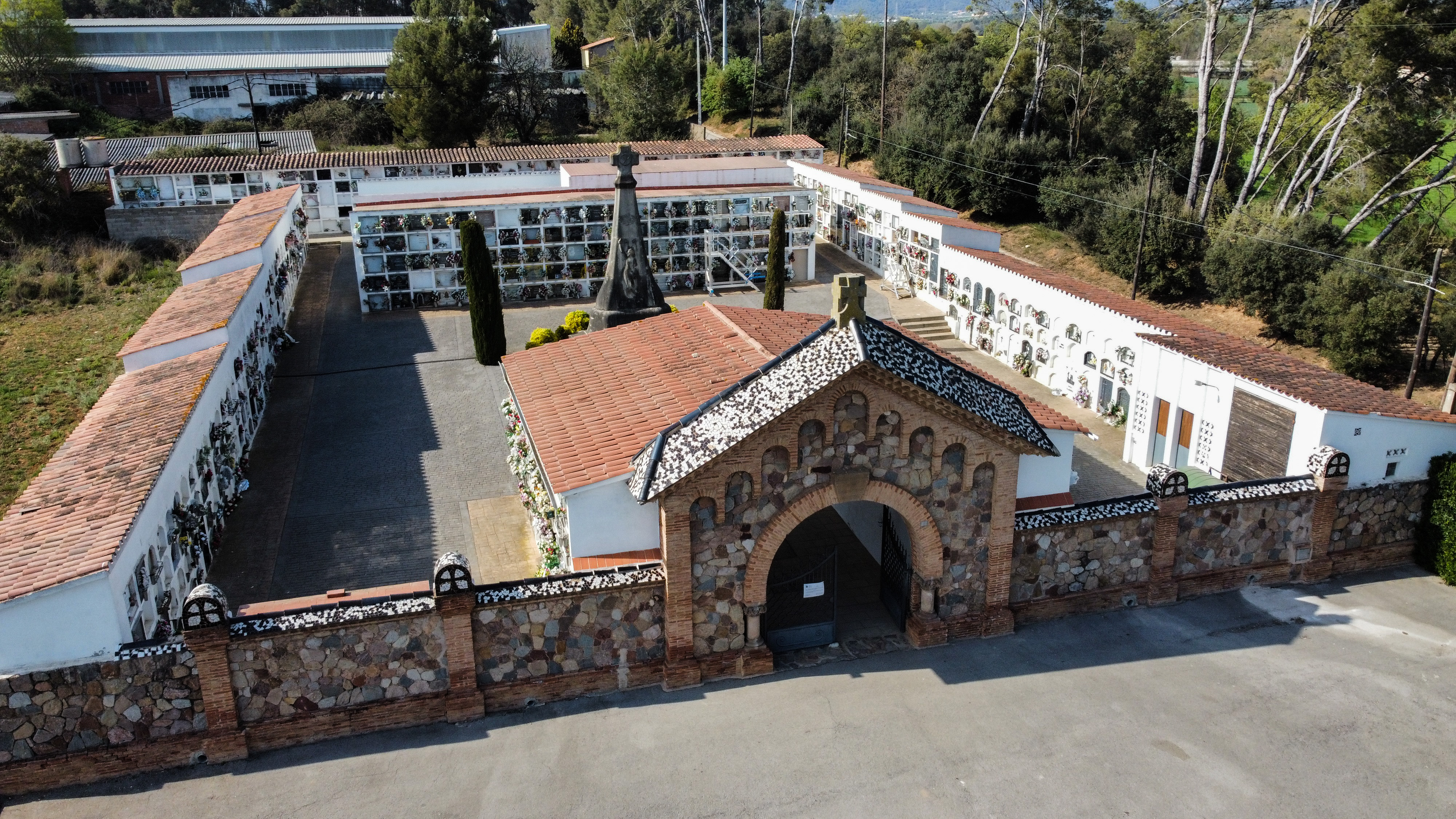
Fotografia aèria del cementiri parroquial